# 연속극
연속극(連續劇)은 라디오나 텔레비전에서 볼 수 있는 여러 에피소드에 걸쳐 진행하는 작품이다.
이 용어의 영어 낱말 soap opera는 스폰서와 제작사로서 프록터 앤드 갬블, 콜게이트 파몰리브, 레버 브라더스와 같은 비누 제조업체를 소유한 라디오에서 일련의 드라마를 방영하던 데에서 비롯한다.

## 참고 문헌
- Bowles, Kate. Soap opera: 'No end of story, ever'  in The Australian TV Book, (Eds. Graeme Turner and Stuart Cunningham), Allen & Unwin, St Leonards, NSW, 2000. ISBN 1-86508-014-4, Google Books link

## 같이 보기
- 텔레비전 드라마
- 일일연속극
- 주말드라마